# Liga de Suecia de waterpolo femenino
La Liga de Suecia de waterpolo femenino es la competición más importante de waterpolo femenino entre clubes de Suecia.

## Historial
Estos son los ganadores de liga:
- 2010: Järfälla Simsällskap
- 2009: Linköpings Allmänna Simsällskap
- 2008: Linköpings Allmänna Simsällskap
- 2007: Linköpings Allmänna Simsällskap
- 2006: Järfälla Simsällskap
- 2005: Järfälla Simsällskap
- 2004: Järfälla Simsällskap